# Stigmina carpophila
Stigmina carpophila Speg. – gatunek grzybów z klasy Dothideomycetes. Grzyb mikroskopijny, saprotrof i pasożyt, u drzew pestkowych wywołuje chorobę o nazwie dziurkowatość liści drzew pestkowych.

## Systematyka i nazewnictwo
Pozycja w klasyfikacji według Index Fungorum: Stigmina, Mycosphaerellaceae, Capnodiales, Dothideomycetidae, Dothideomycetes, Pezizomycotina, Ascomycota, Fungi.
Po raz pierwszy zdiagnozował go w 1843 r. J.H.  Léveillé nadając mu nazwę Helminthosporium carpophilum. Obecną, uznaną przez Index Fungorum nazwę nadał mu M.B. Ellis  w 1959 r.
Synonimy:

- Ascospora beijerinckii Vuill. 1888
- Asterula beijerinckii (Vuill.) Sacc. 1891
- Cladosporium beijerinckii Oudem.
- Clasterosporium amygdalearum (Pass.) Sacc. 1882
- Clasterosporium carpophilum (Lév.) Aderh. 1901
- Coryneum beijerinckii Oudem. 1883
- Coryneum beyerinckii Oudem. 1883
- Coryneum carpophilum (Lév.) Jauch 1940
- Coryneum laurocerasi Prill. & Delacr. 1890
- Helminthosporium carpophilum Lév. 1843
- Helminthosporium cerasorum (Thüm.) Berl. & Voglino 1886
- Helminthosporium rhabdiferum (Berk.) Berk. 1865
- Macrosporium rhabdiferum Berk. 1864
- Napicladium brunaudii (Sacc.) Sacc. 1886
- Passalora brunaudii Sacc. 1879
- Sciniatosporium carpophilum (Lév.) Morgan-Jones 1971
- Septosporium cerasorum Thüm. 1884
- Sporidesmium amygdalearum Pass. 1876
- Sporocadus carpophilus (Lév.) Arx 1981
- Stigmella briosiana (Farneti) E. Bald. & Cif. 1937
- Stigmina briosiana Farneti 1902
- Thyrostroma carpophilum (Lév.) B. Sutton 1997
- Wilsonomyces carpophilus (Lév.) Adask., J.M. Ogawa & E.E. Butler 1990

## Morfologia
Hodowany na agarze dekstrynowym tworzy szaro-brązowe kolonie. Strzępki hialinowe, rozgałęzione, o szerokości 1,8-9  μm. Konidiofory bladobrązowe, proste, nierozgałęzione, lub nieregularnie rozgałęzione, w miejscu przegród mają grubość 5-7,5 um. Komórki konidiotwórcze cylindryczne, delikatnie brodawkowate. Po oderwaniu się konidiów pozostają stożkowe blizny. Konidia wrzecionowate, gładkie, z zaokrąglonym wierzchołkiem, o rozmiarach  (22-) 26-42 (-75) ×  (10-) 12-16 (-18)  um. Mają najczęściej 3-5 poprzecznych przegród, ale czasami zdarzają się konidia z liczbą przegród od 2 do 7